# 김성환 (1915년)
김성환(金聲煥, 1915년 ~ 1978년 12월 20일)은 제5대 국회의원을 지낸 대한민국의 정치인이다. 1961년 5월 13일 보궐선거에서 당선되었다. 1978년 초 언론의 조사에 의하면, 정계 은퇴 후 병원을 차렸다.
1978년 12월 20일 오전 서울에 있는 연세대 부속 세브란스 병원에서 숙환으로 별세했다. 발인은 12월 22일 오전 10시반 세브란스병원 영안실, 장지는 경기도 파주군 조리면 오산리 순복음기도원묘지이었다.

## 약력
- 세브란스의학전문학교졸업
- 필리핀국립대학원수료
- 독호여중교장
- 독호여중병원장
- 농촌위생연구소장

## 역대 선거 결과
|  | 0% |

|  | 26.82% |